# Hamilton (miasto)
Hamilton – miejscowość w Stanach Zjednoczonych, w stanie Nowy Jork, w hrabstwie Madison.